# Лук пустынный
Лук пустынный (лат. Allium eremoprasum) — многолетнее травянистое растение, вид рода Лук (Allium) семейства Луковые (Alliaceae).

## Распространение и экология
В природе ареал вида охватывает Памиро-Алай. Эндемик.
Произрастает на каменистых склонах нижнего пояса гор.

## Ботаническое описание
Луковица яйцевидная, диаметром около 1 мм, наружные оболочки бумагообразные, сероватые, более менее ямчатые и морщинистые. Стебель высотой 10—25 см, до половыны одетый гладкими влагалищами листьев.
Листья в числе двух, нитевидные, полуцилиндрические, желобчатые, гладкие, ко времени цветения увядающие.
Чехол в пять—десять раза короче зонтика, остающийся, заострённый. Зонтик коробочконосный, пучковатый, рыхлый, немногоцветковый. Цветоножки неравные, в три—семь раз длиннее околоцветника, при основании с прицветниками. Листочки колокольчатого околоцветника, грязно-розовые, с грязно-пурпурной жилкой, острые, длиной 5—7 мм, наружные ланцетные, цельнокрайные, внутренние продолговато-ланцетные, зазубренные. Нити тычинок в полтора раза короче листочков околоцветника, до половины между собой и с околоцветником сросшиеся, цельные, наружные узко-треугольные, внутренние широко-треугольные, почти в 3 раза шире наружных. Столбик не выдается из околоцветника.
Коробочка почти в два раза короче околоцветника.

## Таксономия
Вид Лук пустынный входит в род Лук (Allium) семейства Луковые (Alliaceae) порядка Спаржецветные (Asparagales).
|  |                                      |  |                                                             |                                                             |                   |  | ещё 24 семейства (согласно Системе APG II) | ещё 24 семейства (согласно Системе APG II) |                     |  |  |  | ещё более 870 видов |
|  |                                      |  |                                                             |                                                             |                   |  | ещё 24 семейства (согласно Системе APG II) | ещё 24 семейства (согласно Системе APG II) |                     |  |  |  | ещё более 870 видов |
|  |                                      |  |                                                             | порядок Спаржецветные                                       |                   |  |                                            |                                            | род Лук             |  |  |  |                     |
|  |                                      |  |                                                             | порядок Спаржецветные                                       |                   |  |                                            |                                            | род Лук             |  |  |  |                     |
|  | отдел Цветковые, или Покрытосеменные |  |                                                             |                                                             | семейство Луковые |  |                                            |                                            | вид Лук пустынный   |  |  |  |                     |
|  | отдел Цветковые, или Покрытосеменные |  |                                                             |                                                             | семейство Луковые |  |                                            |                                            |                     |  |  |  |                     |
|  |                                      |  | ещё 44 порядка цветковых растений (согласно Системе APG II) | ещё 44 порядка цветковых растений (согласно Системе APG II) |                   |  |                                            | ещё около 300 родов                        | ещё около 300 родов |  |  |  |                     |
|  |                                      |  |                                                             | ещё 44 порядка цветковых растений (согласно Системе APG II) |                   |  |                                            |                                            | ещё около 300 родов |  |  |  |                     |